# Djamel Ainaoui
Djamel Ainaoui (* 20. März 1975 in Courrières, Département Pas-de-Calais, Frankreich) ist ein französischer Ringer. Er wurde 1997 Vize-Europameister im griechisch-römischen Stil im Bantamgewicht.

## Werdegang
Djamel Ainaoui, der nordafrikanischer Abstammung ist, begann als Jugendlicher im Jahre 1983 mit dem Ringen. Sein erster Verein war ein Ringerclub in Libercourt und sein erster Trainer war Sebastian Chambinaud. Er startete in seiner Juniorenzeit noch in beiden Stilarten, betätigte sich aber ab 1995 nur mehr im griechisch-römischen Stil. Bei einer Größe von 1,69 Metern rang er als Erwachsener lange Zeit im Bantamgewicht und wechselte erst gegen Ende seiner Laufbahn in die nächsthöhere Gewichtsklasse, das Federgewicht. Nachdem er in Frankreich die nationale Elite erreicht hatte, wechselte er zum Spitzenclub US Créteil, dem er bis zum Ende seiner Karriere angehörte. Er rang aber auch mehrere Jahre lang für den KSV Germania Aalen in der deutschen Bundesliga. In der französischen Nationalmannschaft wurde er von Patrice Mourier und Ghani Yalouz trainiert. Er absolvierte eine Ausbildung zum Sportlehrer und Erzieher.
1990 wurde er als 15-Jähriger erstmals französischer Juniorenmeister im griechisch-römischen Stil in der Gewichtsklasse bis 47 kg Körpergewicht. Bis zum Jahre 1995 gewann er noch fünf weitere französische Meistertitel im Nachwuchsbereich im griechisch-römischen Stil und einen im freien Stil. Erstmals französischer Meister bei den Senioren wurde er im Jahre 1994, als er diesen Titel im Bantamgewicht (griechisch-römischer Stil) gewann. Französischer Meister wurde er außerdem noch 1996 und 1997 im Bantamgewicht und 2003 und 2005 im Federgewicht.
Auf internationaler Ebene gab Djamel Ainaoui bei der Junioren-Weltmeisterschaft 1992 (Cadets) in Cali/Kolumbien seinen Einstand und erreichte dort einen guten 5. Platz im griech.-röm. Stil in der Gewichtsklasse bis 54 kg Körpergewicht. Bei drei weiteren Welt- bzw. Europameisterschaften im Juniorenbereich erreichte er bis 1995 noch gute Platzierungen im vorderen Mittelfeld. Mit einem "Knaller" begann er seine internationale Laufbahn bei den Senioren. Bei der Europameisterschaft 1997 in Kouvola/Finnland besiegte er im Bantamgewicht Ralf Zentgraf aus Österreich, Alexander Chudish aus Israel und Ruslam Chakimow aus der Ukraine und unterlag erst im Finale gegen Karen Mnazakanjan aus Armenien nach Punkten, womit er Vize-Europameister wurde.
In den folgenden Jahren konnte er aber diesen Erfolg nicht wiederholen. Es gelang ihm aber, sich im Jahre 2000 in Turnieren in Faenza, Clermont-Ferrand und Taschkent für die Teilnahme an den Olympischen Spielen in Sydney zu qualifizieren. In Sydney verlor er seinen ersten Kampf gegen den Chinesen Sheng Zetiang und konnte sich dem damaligen eigenartigen Reglement entsprechend mit einem Sieg über Alexander Stepanjan aus der Ukraine nur mehr auf den 12. Platz verbessern. Weitere Kämpfe konnte er nicht mehr bestreiten.
Im Jahre 2001 erreichte Djamel Ainaoui bei der Weltmeisterschaft in Patras mit Siegen über Arash Rayhaniasl, Niederlande, Juri Chabrow, Belarus, und Ivan Alexandrov, Israel, bei einer Niederlage durch Dilshod Aripov aus Usbekistan einen guten 5. Platz. Ein noch größerer Erfolg gelang ihm dann bei der Europameisterschaft 2002 in Seinäjoki/Finnland. Er startete dort nach einer Gewichtsklassenreform durch den internationalen Ringerverband Fila erstmals im Federgewicht und kam mit Siegen über Joaquin Martinez Abellan, Spanien, Margel Pormann, Estland und Eusebiu Diaconu, Rumänien, einer Niederlage gegen Rustem Mambetow, Russland und einem weiteren Sieg über Karen Mnazakanjan auf den 3. Platz und gewann damit seine zweite internationale Medaille.
Djamel Ainaoui setzte seine Ringerkarriere dann noch bis zum Jahre 2005 fort, konnte aber keine Medaille mehr gewinnen. Für die Teilnahme an den Olympischen Spielen 2004 in Athen konnte er sich nicht mehr qualifizieren.

## Internationale Erfolge
| Jahr | Platz | Wettbewerb                                         | Gewichtskl.  | Ergebnis |
| 1992 | 5.    | Junioren-WM (Cadets) in Cali/Kolumbien             | bis 54 kg KG | hinter Şeref Eroğlu, Türkei, Rudy Lara Valle, Kuba, Kim Chul-tae Südkorea u. István Majoros, Ungarn                                                                                             |
| 1993 | 6.    | Junioren-EM (Juniors) in Götzis                    | Bantam       | Sieger: Matyas Megyes, Ungarn vor Andre Schuk, Ukraine |
| 1994 | 7.    | Junioren-EM (Espoirs) in Istanbul                  | Bantam       | Sieger: Seref Eroglu vor Armen Mkrtchyan, Armenien |
| 1995 | 6.    | Junioren-WM (Espoirs) in Teheran                   | Bantam       | Sieger: Alexei Ogorodnikow, Russland vor Juri Kohl, Deutschland |
| 1997 | 2.    | EM in Kouvola/Finnland                             | Bantam       | nach Siegen über Ralf Zentgraf, Österreich, Alexander Chudish, Israel u. Ruslam Chakimow, Ukraine u. einer Niederlage gegen Karen Mnazakanjan, Armenien                                         |
| 1997 | 6.    | Mittelmeerspiele in Bari                           | Bantam       | Sieger: Efstathios Theodisiadis, Griechenland vor Ergüder Bekisdamat, Türkei |
| 1997 | 10.   | WM in Wrocław                                      | Bantam       | nach Siegen über Damirbek Chinajew, Kirgisistan u. Luis Sarmiento Hernandez, Kuba und Niederlagen gegen Dennis Hall, USA u. Koba Guliaschwili, Georgien                                         |
| 1998 | 17.   | EM in Minsk                                        | Bantam       | nach Niederlagen gegen István Majoros und Remigius Sukevicius, Litauen |
| 1998 | 2.    | Großer Preis von Deutschland in Aalen              | Bantam       | hinter Sarkis Elgkian, Griechenland, vor Ahmetullah Nourow, Kasachstan u. Peter Stjernberg, Schweden                                                                                            |
| 1998 | 27.   | WM in Gaevle                                       | Bantam       | nach Niederlagen gegen Constantin Borăscu, Rumänien und Sarkis Elgkian |
| 1999 | 31.   | WM in Athen                                        | Bantam       | nach Niederlagen gegen Sheng Zetiang, China u. Kenkichi Nishimi, Japan |
| 2000 | 2.    | Olympia-Qualifikations-Turnier in Faenza           | Bantam       | hinter Ali Ashkani Agboloag, Iran, vor Koba Guliaschwili, Waleri Nikonorow, Russland u. Rıfat Yıldız, Deutschland                                                                               |
| 2000 | 2.    | Olympia-Qualifikations-Turnier in Clermont-Ferrand | Bantam       | hinter Ali Ashkani Agboloag, vor James Grünwald, USA, Karen Mnazakanjan u. Koba Guliaschwili |
| 2000 | 5.    | Olympia-Qualifikations-Turnier in Taschkent        | Bantam       | hinter Karen Mnazakanjan, Alexander Stepanjan, Ukraine, Makoto Sasamoto, Japan u. Grzegorz Szyszka, Polen                                                                                       |
| 2000 | 12.   | OS in Sydney                                       | Bantam       | nach einer Niederlage gegen Sheng Zetiang u. einem Sieg über Alexander Stepanjan |
| 2001 | 4.    | Schweden-Cup in Malmö                              | Bantam       | hinter Aigars Jansons, Lettland, Alexander Chudish u. Boris Radkevich, Belarus |
| 2001 | 9.    | EM in Istanbul                                     | Bantam       | Sieger: Petr Švehla, Tschechien vor Irakli Tschotschua, Georgien u. Marian Sandu, Rumänien |
| 2001 | 1.    | Mittelmeerspiele in Tunis                          | Bantam       | vor Norbert Futo, Jugoslawien u. Ashraf Meligy El Garably, Ägypten |
| 2001 | 2.    | Welt-Cup in Levallois                              | Bantam       | hinter Alexei Schewzow, Russland, vor James Grünwald u. Seref Tüfenk, Türkei |
| 2001 | 5.    | WM in Patras                                       | Bantam       | nach Siegen über Arash Rayhaniasl, Niederlande, Juri Chabrow, Belarus u. Ivan Alexandrov, Israel u. einer Niederlage gegen Dilshod Aripov, Usbekistan                                           |
| 2002 | 3.    | EM in Seinäjoki/Finnland                           | Feder        | nach Siegen über Joaquin Martinez Abellan, Spanien, Margel Pormann, Estland u. Eusebiu Diaconu, Rumänien, einer Niederlage gegen Rustem Mambetow, Russland u. einem Sieg über Karen Mnazakanjan |
| 2002 | 12.   | WM in Moskau                                       | Feder        | nach einer Niederlage gegen Laszlo Bona, Ungarn, einem Sieg über Karen Mnazakanjan u. einer Niederlage gegen Włodzimierz Zawadzki, Polen                                                        |
| 2003 | 7.    | EM in Belgrad                                      | Feder        | nach Siegen über Eusebiu Diaconu u. Arash Rayhaniasl u. einer Niederlage gegen Rustem Mambetow                                                                                                  |
| 2003 | 36.   | WM in Créteil                                      | Feder        | nach Niederlagen gegen Nikolai Baraban, Russland u. Roberto Monzón, Kuba |
| 2004 | 9.    | Olympia-Qualifikations-Turnier in Novi Sad         | Feder        | Sieger: Makoto Sasamoto vor Jung Ji-hyun, Südkorea |
| 2004 | 8.    | Olympia-Qualifikations-Turnier in Taschkent        | Feder        | Sieger: Nurlan Koisheiganow, Kasachstan vor Davor Štefanek, Serbien & Montenegro |
| 2005 | 10.   | EM in Warna                                        | Feder        | nach einem Sieg über Norbert Futo u. einer Niederlage gegen David Bedinadse, Georgien |

## Französische Meisterschaften
Djamel Ainaoui wurde 1994, 1996 und 1997 französischer Meister im Bantamgewicht und 2003 und 2005 im Federgewicht jeweils im griechisch-römischen Stil.

## Erläuterungen
- alle Wettbewerbe im griechisch-römischen Stil
- OS = Olympische Spiele, WM = Weltmeisterschaft, EM = Europameisterschaft
- Bantamgewicht, bis 1996 bis 57 kg, von 1997 bis 3001 bis 58 kg, seit 2002 bis 55 kg Körpergewicht, Federgewicht, seit 2002 bis 60 kg Körpergewicht